# Зиммерсайм
Зиммерса́йм (фр. Zimmersheim) — коммуна на северо-востоке Франции в регионе Гранд-Эст (бывший Эльзас — Шампань — Арденны — Лотарингия), департамент Верхний Рейн, округ Мюлуз, кантон Брёнстат. До марта 2015 года коммуна административно входила в состав упразднённого кантона Абсайм (округ Мюлуз).
Площадь коммуны — 3,15 км², население — 1006 человек (2006) с тенденцией к росту: 1114 человек (2012), плотность населения — 353,7 чел/км².

## Население
Численность населения коммуны в 2011 году составляла 1122 человека, а в 2012 году — 1114 человек.
| 1962 | 1968 | 1975 | 1982 | 1990 | 1999 | 2005 | 2006 | 2008 | 2010 | 2011 | 2012 |
| ---- | ---- | ---- | ---- | ---- | ---- | ---- | ---- | ---- | ---- | ---- | ---- |
| 331  | 368  | 697  | 826  | 931  | 1024 | 996  | 1006 | 1051 | 1135 | 1122 | 1114 |

Динамика населения:

## Экономика
В 2010 году из 747 человек трудоспособного возраста (от 15 до 64 лет) 561 были экономически активными, 186 — неактивными (показатель активности 75,1%, в 1999 году — 68,1%). Из 561 активных трудоспособных жителей работали 532 человека (276 мужчин и 256 женщин), 29 числились безработными (17 мужчин и 12 женщин). Среди 186 трудоспособных неактивных граждан 80 были учениками либо студентами, 67 — пенсионерами, а ещё 39 — были неактивны в силу других причин.
На протяжении 2011 года в коммуне числилось 463 облагаемых налогом домохозяйства, в которых проживало 1108,5 человек. При этом медиана доходов составила 31896 евро на одного налогоплательщика.

## Достопримечательности (фотогалерея)

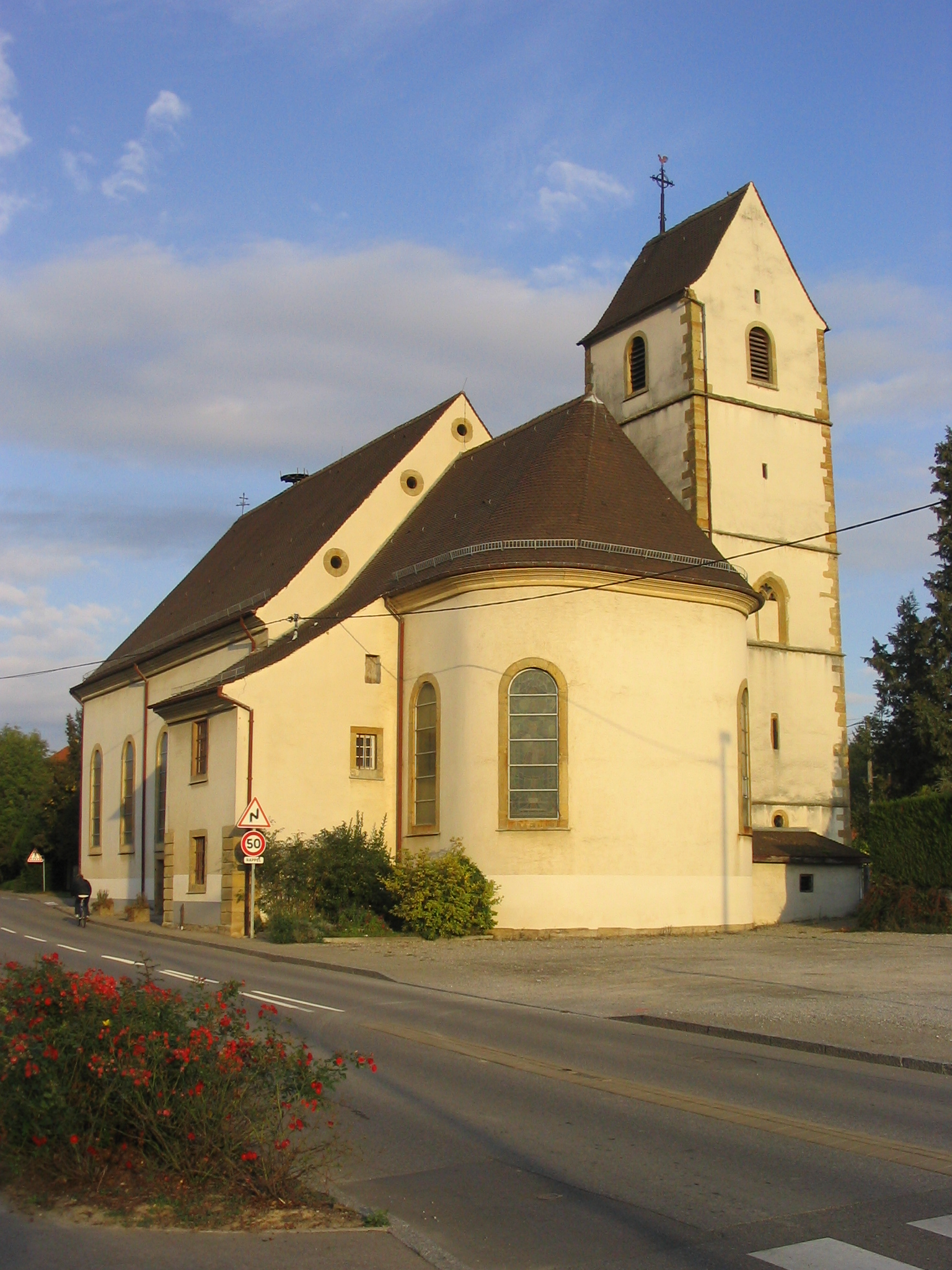
Церковь